# Японская оккупационная бирманская рупия
Японская оккупационная бирманская рупия (рупия японского правительства) (англ. Rupee) — оккупационная валюта, выпускавшаяся в 1942—1945 годах Японской империей для использования на оккупированной в годы Второй мировой войны территории Бирмы.
В январе 1942 года японцы вторглись в Бирму. 21 мая 1942 года был взят Мандалай, и англичане эвакуировались в Индию.
31 января 1942 года японский оккупационный доллар объявлен законным платёжным средством на территории Бирмы. 1 мая того же года начат выпуск оккупационных банкнот в рупиях, при этом оккупационный доллар продолжал находиться в обращении. Для использования на территории Бирмы японцы выпустили купюры номиналом 1, 5 и 10 центов, а также ¼, ½, 1, 5, 10 и 100 рупий. Серия этих купюр начиналась с буквы «B» (Бирма), на всех купюрах — надпись на английском — «The Japanese Government».
Декретом оккупационных властей от 15 марта 1943 года было подтверждено, что довоенная бирманская рупия остаётся законным платёжным средством платежа в Бирме, устанавливалось соотношение: 4 бирманские рупии = 1 военная рупия.
В 1943 году было провозглашено марионеточное Государство Бирма, правительство которого в том же году начало выпуск собственных банкнот, обращавшихся параллельно с довоенными выпусками в бирманских рупиях и японскими оккупационными рупиями и долларами.
В результате эмиссии денежная масса в обращении за годы войны увеличилась в 44 раза.
Союзники вернулись в Бирму к концу войны, и 1 мая 1945 года британские власти объявили японские оккупационные деньги недействительными. Полностью территория Бирмы была очищена от японских войск только после капитуляции Японии в августе 1945 года.

## Банкноты
| Изображение | Номинал   | Год выпуска | Серия            | Описание             |
| ----------- | --------- | ----------- | ---------------- | -------------------- |
|             | 1 цент    | 1942        | BA–BP, B/AA–B/EX | номинал              |
|             | 5 центов  | 1942        | BA–BZ, B/AB–B/BX | номинал              |
|             | 10 центов | 1942        | BA–BZ, B/AA–B/AR | номинал              |
|             | 1⁄4 рупии | 1942        | BA–BV            | номинал              |
|             | 1⁄2 рупии | 1942        | BA–BD            | Ананда (храм), Паган |
|             | 1 рупия   | 1942        | BA–BD            | Ананда (храм), Паган |
|             | 5 рупий   | 1942–44     | BA–BB            | Ананда (храм), Паган |
|             | 10 рупий  | 1942–44     | BA               | Ананда (храм), Паган |
|             | 100 рупий | 1944        | BA               | Ананда (храм), Паган |